# موز مغري
موز مَغْري (الاسم العلمي: Musa ochracea)، نوع نبات من فصيلة الموزية موطنها الأصلي آسيا الاستوائية (في الهند). اسم النوع، أوكراسيا "ochracea"، مشتق من كلمة لاتينية "ochracaceous" والذي يعني (للون المغرة).